# Zuid-Sleeswijk

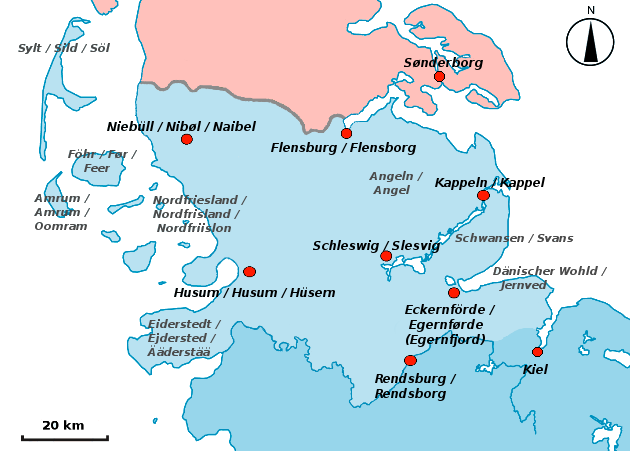
Zuid-Sleeswijk

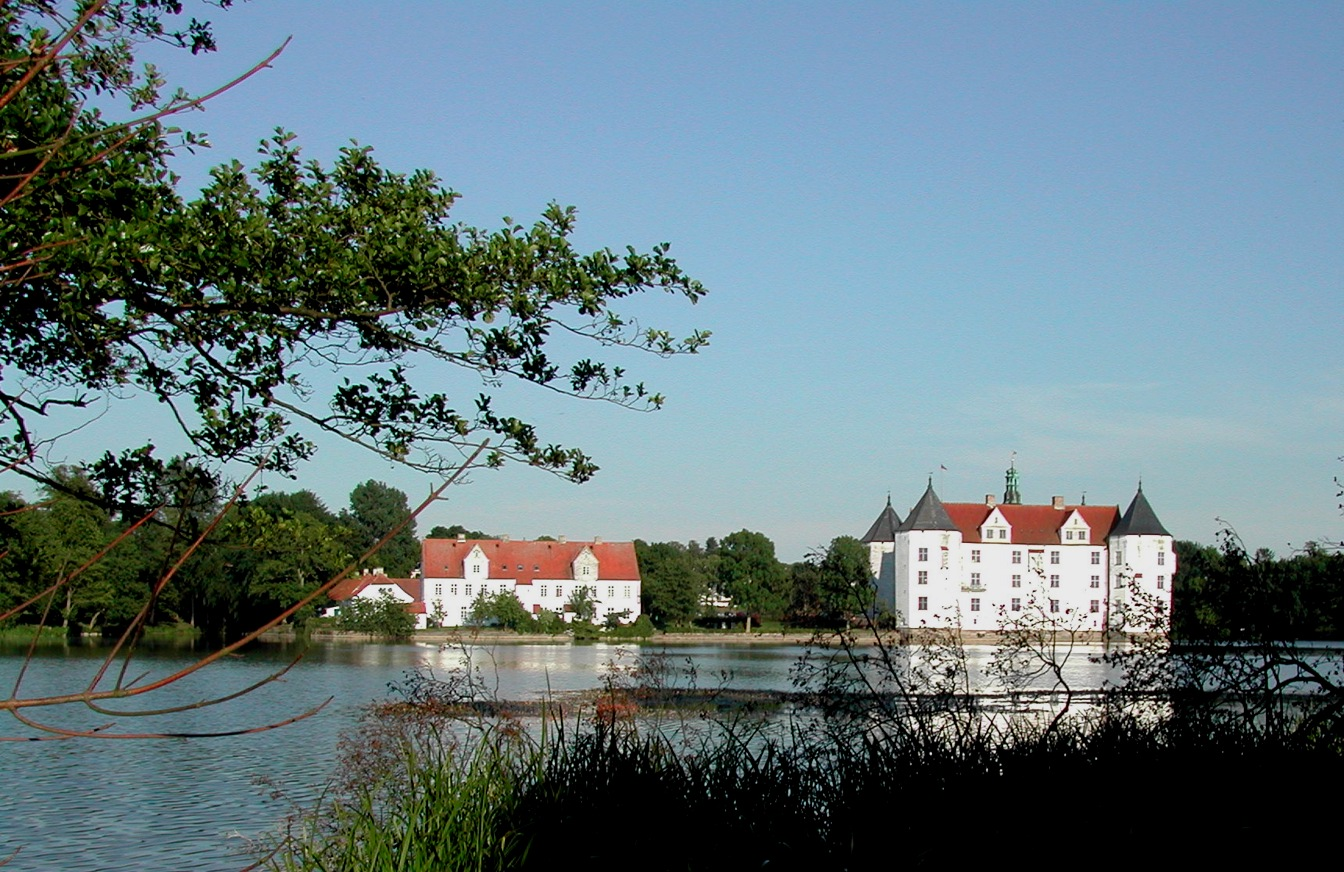
Kasteel van Glücksburg

Zuid-Sleeswijk is de naam voor een geografische gebied dat de 30 à 40 noordelijkste kilometers van Duitsland bestrijkt, aan de grens met Denemarken. Samen met Noord-Sleeswijk vormt het de regio Sleeswijk. Het gebied wordt aan de zuidkant begrensd door de rivier de Eider en in het verlengde het Noord-Oostzeekanaal en aan de noordkant door de landsgrens met Denemarken. Het gebied ligt tussen de Noord- en Oostzee.
In Duitsland is het gebied bekend als Landesteil Schleswig, Südschleswig of simpel als Schleswig, de Denen noemen het Sydslesvig.
Grotere plaatsen in het zuidelijk deel van Sleeswijk zijn Flensburg, Rendsburg, de stad Sleeswijk en Husum.